# アーロン・ムーイ
アーロン・フランク・ムーイ（Aaron Frank Mooy，1990年9月15日 - ）は、オーストラリア・ニューサウスウェールズ州シドニー出身の元同国代表サッカー選手。現役時代のポジションはMF。主にアンカーとしてプレーしていた。
姓についてはモーイと表記される事もある。

## 経歴

### クラブ
ユース時代をイングランドのボルトン・ワンダラーズFCの下部組織で過ごし、2010年10月、出場機会を求めスコットランドのセント・ミレンFCへ移籍。2シーズンプレーした後、地元シドニーに新たに設立されたAリーグクラブ、ウェスタン・シドニー・ワンダラーズFCに加入。加入初年度は23試合に出場し1得点を記録。クラブは設立1年目ながらレギュラーシーズン優勝を飾った。
2014年5月、同じくAリーグのメルボルン・シティFCへ移籍。すぐさまレギュラーに定着すると、27試合に出場しチームトップの7ゴールと8アシストを記録。翌シーズンにはその記録を更に上回る11ゴールとAリーグ記録となる21アシストをマーク。オーストラリア監督のアンジェ・ポステコグルーより「Aリーグ史上最高にして最も刺激的な選手」と高い評価を受けるなど、リーグを代表する司令塔にまで上り詰めた。
2016年6月、マンチェスター・シティFCと3年契約を結んだことが発表され、その直後にフットボールリーグ・チャンピオンシップ（2部）のハダースフィールド・タウンFCへ期限付き移籍することが決定した。
2017年6月30日、ハダースフィールド・タウンFCに800万ポンドの移籍金で完全移籍した。
2019年8月8日、ブライトン＆ホーヴ・アルビオンへ1年間の期限付き移籍が発表された。
2020年1月24日、ブライトン・アンド・ホーヴ・アルビオンFCへ完全移籍し、3年半契約を締結した。
2020年8月28日、上海上港集団足球倶楽部への移籍が発表された。
2022年7月19日、2年契約でセルティックFCへの完全移籍が発表された。セルティックで国内3冠を果たした2022-23シーズン終了後、まだ契約を1年残していたが、現役引退を公表した。

### 代表
2009年にU-20オーストラリア代表としてFIFAU-20ワールドカップに出場。同年にアイルランド代表との親善試合でフル代表初召集を受ける。この試合では出番は訪れなかったものの、2012年12月に東アジアカップ予選に臨むオーストラリア代表に再び選出。初出場となったグアム戦では前半12分に直接フリーキックを決め、代表初得点を挙げた。2014年のFIFAワールドカップは選外となったが、2015年以降は代表に招集される機会も増え、2018 FIFAワールドカップ予選のメンバーにも名を連ねる。2018年のFIFAワールドカップではグループステージ3戦に守備的MFとしてスタメンで起用された。
2018年12月8日のアーセナルFC戦で膝の靭帯を痛めたことで、アジアカップ2019は欠場した。

## 代表歴

### 出場大会
- オーストラリア代表
  - 2018 FIFAワールドカップ
  - 2022 FIFAワールドカップ

### 試合数
- 国際Aマッチ 57試合 7得点（2012年-2022年）[19]

| オーストラリア代表 | 国際Aマッチ | 国際Aマッチ |
| 年                 | 出場        | 得点        |
| ------------------ | ----------- | ----------- |
| 2012               | 2           | 2           |
| 2013               | 1           | 1           |
| 2014               | 1           | 0           |
| 2015               | 7           | 1           |
| 2016               | 10          | 1           |
| 2017               | 10          | 0           |
| 2018               | 8           | 0           |
| 2019               | 4           | 1           |
| 2020               | 0           | 0           |
| 2021               | 4           | 0           |
| 2022               | 10          | 1           |
| 通算               | 57          | 7           |